# Hubert Drouais

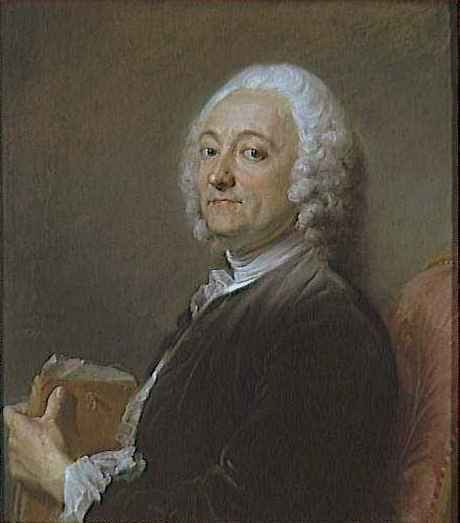
Jean-Baptiste Perronneau, ritratto del pittore Hubert Drouais (1754)

Hubert Drouais (Pont-Audemer, 5 maggio 1699 – Parigi, 9 febbraio 1767) è stato un pittore e miniatore francese ma soprattutto un ritrattista.

## Biografia
Figlio di Anne Talon e del pittore Jean Drouais, Hubert fu trascinato dal suo gusto nella stessa professione paterna e ricevette le prime lezioni dal padre, che lasciò per studiare a Rouen e poi a Parigi. Durante il suo viaggio nella capitale, poteva pagarsi il viaggio solo con i soldi guadagnati per strada, tanto era povero.
Si dedicò particolarmente al ritratto, e fu il miglior allievo del ritrattista François de Troy, che era legato dal suo maestro e da Hyacinthe Rigaud alla grande tradizione di Van Dyck. Ben presto acquisì una professionalità che lo fece considerare uno dei primi pittori di questo genere. Man mano che progrediva, visitava la sua terra natale, come per rendere omaggio ai suoi primi successi. L'approvazione paterna e l'incoraggiamento dei suoi compatrioti furono la sua più dolce ricompensa. Eccelleva nei grandi ritratti e nella miniatura. Sebbene risplendesse nelle diverse parti che caratterizzano il buon pittore, quella che più lo fece ammirare fu il suo colore fresco e brillante.

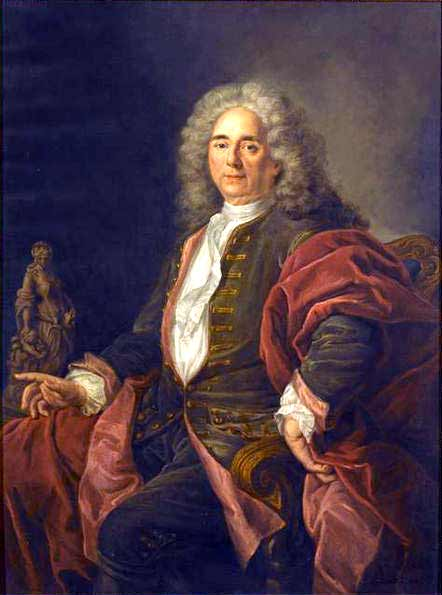
Hubert Drouais, Ritratto dello scultore Robert Le Lorrain, 1730 circa, Parigi, Museo del Louvre.

Quando De Troy morì, fu impiegato da Jean-Baptiste van Loo, Jean-Baptiste Oudry e Jean-Marc Nattier. Fu uno dei ritrattisti alla moda alla corte di Luigi XV. Ritrasse principi e principesse, ma anche attrici della Comédie-Française e cantanti dell'Opera: M Gautier, M Pélissier, Mademoiselle Gaussin e Marie Camargo.
Entrò a far parte dell'Académie royale de peinture et de sculpture il 29 novembre 1730. Quando morì in rue des Orties, il suo funerale fu celebrato nella chiesa di Saint-Roch. Ebbe due figli da Marguerite Lusurier che aveva sposato 22 febbraio 1727. Suo figlio François-Hubert, di cui fu il primo maestro, e suo nipote Jean-Germain furono pittori come lui ed ebbe nella vecchiaia la soddisfazione di condividere gli applausi che meritava suo figlio, che divenne membro dell'Académie royale de peinture et de sculpture.

## Opere
- Robert Le Lorrain (1666-1743)
- Mademoiselle Marie Pelissier
- Joseph Christophe (1662-1748), ritratto inciso da Louis Surugue
- Mademoiselle Gauthier, 1737
- Madame de France, 1741
- Monsieur le Vicomte de Courtenier, 1741
- Madame la Vicomtesse de Courtenier, 1741
- Madame Héry
- Madame Courgy
- Mademoiselle Gossin con in mano un libro, 1746
- Mademoiselle Drouais, sua figlia, con in braccio un gatto, 1746
- Il figlio dell'autore, 1746
- Monsieur Jacquemain con in mano una matita, 1746
- Mademoiselle ***, 1746
- Mademoiselle *** con fiori, 1746
- Demoiselle qui rit, 1746
- La Camargo
- Armand-Jérôme Bignon, ritratto inciso da François Robert Ingouf